# Giro della Provincia di Grosseto
Il Giro della Provincia di Grosseto era una corsa a tappe maschile di ciclismo su strada che si svolgeva nel territorio della provincia di Grosseto, in Italia, nel mese di febbraio. Fece parte del circuito UCI Europe Tour, come evento di classe 2.1.

## Albo d'oro
Aggiornato all'edizione 2009.
| Anno | Vincitore           | Secondo           | Terzo              |
| ---- | ------------------- | ----------------- | ------------------ |
| 2008 | Filippo Pozzato     | Grega Bole        | Mauro Santambrogio |
| 2009 | Daniele Pietropolli | Enrico Gasparotto | Stefano Garzelli   |

### Vittorie per nazione
| Pos. | Nazione | Vittorie |
| ---- | ------- | -------- |
| 1    | Italia  | 2        |